# Зерновой (Ростовская область)
Зерновой — посёлок в Зерноградском районе Ростовской области России.
Входит в состав Зерноградского городского поселения.

## География

### Улицы
- ул. Разина,
- ул. Складская,
- ул. Солнечная,
- ул. Специалистов,
- пер. Южный.

## Население
| 2010 |
| ---- |
| 494  |

### Известные люди
В посёлке до войны жил и работал Боричевский, Артём Иванович — Герой Советского Союза.